# Getty Vocabulary Program
Il Getty Vocabulary Program è una sezione del Getty Research Institute di Los Angeles, che manutiene e aggiorna le basi di conoscenza dei progetti Art and Architecture Thesaurus, Union List of Artist Names e il Getty Thesaurus of Geographic Names, in conformità agli standard ISO e NISO per la costruzione del Thesaurus.
I progetti del Getty Vocabulary Program sono il riferimento principale per la categorizzazione delle opere d'arte e di architettura, così come per la nomenclatura di artisti, architetti e dei luoghi geografici. Frutto del lavoro di numerose persone, continuano ad essere uno strumento aggiornato per la gestione documentale e informatica dei beni culturali. Le risorse sono gratuitamente accessibili online, tramite il sito web del Getty.

## Finalità
I vocabolari di Getty possono essere utilizzati in tre modi: 
- nella fase di inserimento dei dati e metadati da parte di catalogatori o indicizzatori che descrivono opere d'arte e di architettura, materiali culturali e d'archivio, surrogati visivi o materiali bibliografici;
- come basi di conoscenza, interrogati dai ricercatori ai quali forniscono informazioni;
- come strumento di ricerca per facilitare gli utenti finali nella consultazione delle risorse online. I vocabolari di Getty sono disponibili in formato MARC per consentire un'agevole mappatura sul modello dei dati dell'utilizzatore, e l'interoperabilità con altri sistemi informativi.[5]

Il Getty Vocabulary Program si è rivolto alla comunità dei bibliotecari, offrendo corsi formazione per il thesaurus e per l'inserimento di dati e nuovi record nei vari progetti tramite gli appositi moduli online. I corsi si svolgono durante le conferenze annuali di organizzazioni aderenti, quali:  Art Libraries Society of North America (ARLIS), Visual Resources Association (VRA), American Library Association (ALA), International Federation of Library Associations and Institutions (IFLA), NFAIS, Society of American Archivists (SAA), and Museum Computer Network (MCN).

## Storia
Il lavoro editoriale è gestito dal Getty dal 1983. Nel 1987 il Getty Research creò all'interno del Getty Information Institute un dipartimento dedicato alla compilazione e diffusione della terminologia chiamato Vocabulary Coordination Group, poi divenuto l'odierno Getty Vocabulary Program. La creazione la modifica dei dati sono gestite da un sistema informatico progettato appositamente dallo staff tecnico del Getty Research Institute, per:
- garantire la qualità dei dati;
- implementare uno standard comune e condiviso da numerosi collaboratori;
- rappresentare poligerarchie di dati complesse e in evoluzione;
- unire, spostare pubblicare/esportare i dati in molteplici formati.[8][senza fonte]

La validazione finale prima della pubblicazione è gestita in modalità centralizzata dal Getty Vocabulary Program, applicando regole editoriali ben consolidate. Al 2019,i dati sono pubblicati sesclusivamente in formati automatizzati, sia in un'interfaccia web online interrogabile che in file di dati scaricabili secondo i termini di licenza stabiliti. 

Innanzitutto, il progetto Vocabulary Coordination System (VCS) ha integrato tre legacy in un unico sistema di produzione editoriale. Il progetto Vocabularies ha reso il nuovo sistema accessibile agli utenti Internet, elevando il livello di sicurezza e tutela della proprietà intellettuale di Getty e integrando metriche di misurazione di rilevazione di valutazione delle reali prestazioni del sistema. Infine, il progetto Vocabulary Contributions ha creato processi e procedure pubbliche che consentono di utilizzare e di contribuire alle banche dati del programma Getty anche da parte di nuovi soggetti non appartenenti all'organizzazione.
Nel 2000 la sede è stata trasferita da Santa Monica all'interno del Getty Research Institute di Los Angeles.

## Riconoscimenti
Nel 2007 il Getty Vocabulary Program ha ricevuto dalla rivista informatica Computerworld il premio della categoria Media Arts and Entertainment for Web-Based Global Art Resources (Media, arte e intrattenimento per le risorse web globali per l'arte).

## Membri
Le seguenti organizzazioni aderiscono al Getty Vocabulary:
- Canadian Heritage[10] CHIN Standards Organizations
- ICOM-CIDOC[11] The International Committee for Documentation of the International Council of Museums (ICOM-CIDOC)
- Intute:[12] Arts and Humanities
- Library of Congress[13] LC Authority Files
- Museum Computer Network (MCN) di Taiwan[14] Taiwan e-Learning and Digital Archives Program (TELDAP)
- The Frick Collection[15] Frick Art Reference Library: Electronic Resources
- Università di Sydney[16] USYD Library: Museum Studies Internet Resources